# Chester
Chester (wal. Caer) – miasto w północno-zachodniej Anglii, w hrabstwie ceremonialnym Cheshire, ośrodek administracyjny dystryktu Cheshire West and Chester, położone przy granicy walijskiej, nad rzeką Dee. Ma 118 200 mieszkańców (2011).

## Historia
Miasto Chester zostało założone przez Rzymian około 2000 lat temu. Było znane jako Deva lub Castra Devana i stanowiło bazę zaopatrzeniową dla wojsk Rzymu stacjonujących w okolicy. Po upadku cesarstwa zostało przejściowo opanowane przez Celtów, a następnie znalazło się pod kontrolą Anglów i Sasów. Jako ostatnia twierdza Sasów, padł po kilkumiesięcznym oblężeniu podczas duńskiej inwazji na Anglię. Po zajęciu kraju przez Normanów w 1066 roku, wybudowano w mieście zamek i katedrę. Oba budynki można oglądać do dziś.
Przez resztę średniowiecza Chester nie odegrało większej roli w historii. Dopiero w latach 40. XVII wieku, podczas wojny domowej siły rojalistów zostały rozbite przez zwolenników monarchii parlamentarnych (bitwa pod Rowton Moor). Bitwę obserwował król Karol I z wieży Feniksa, od tamtej pory nazywanej wieżą króla Karola.

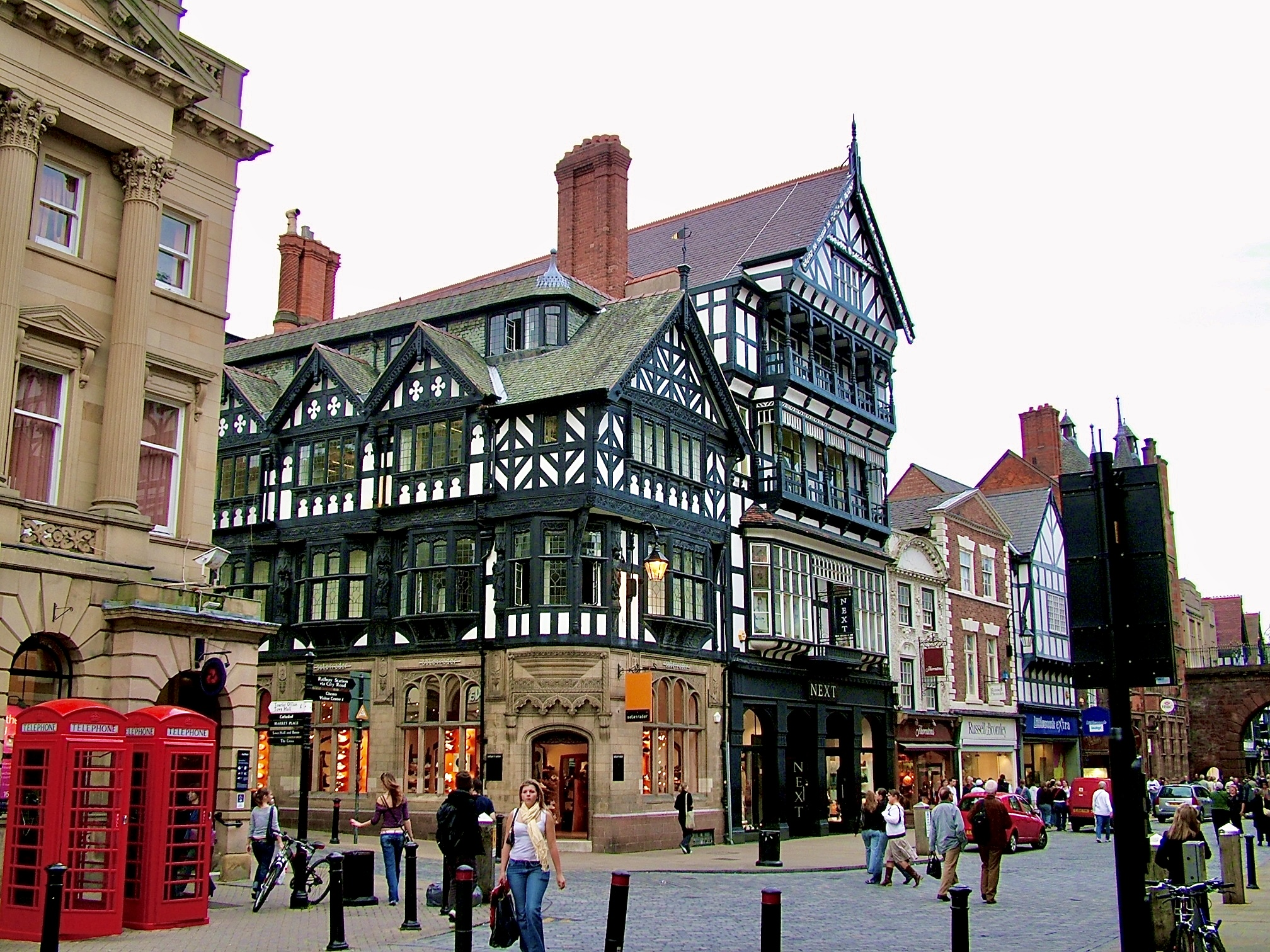
Starówka w Chester

## Szkolnictwo wyższe
W mieście działa University of Chester a na przedmieściu Christleton mieści się jeden z kampusów The College of Law.

## Transport
Chester jest dostępne zarówno z morza (Morze Irlandzkie) jak i lądu. Połączenia kolejowe wiążą miasto z Leeds, Liverpoolem, Manchesterem, Swansea a także mniejszymi miastami północnej Walii. Bliskość dużych aglomeracji sprawia, że Chester jest dogodnie usytuowane pod względem komunikacyjnym.

## Główne zabytki
Katedra i zamek ze średniowiecza, zabytkowe centrum miasta i układ urbanistyczny, kamienny most, progi wodne na rzece Dee  i doskonale zachowane mury obronne, ruiny rzymskiego amfiteatru.